# Ricardo Rubio Álvarez de Linera
Ricardo Rubio Álvarez de Linera (Navalcarnero, 7 de febrero de 1856-Madrid, 30 de abril de 1935) fue un pedagogo, profesor de Botánica, y gestor español. Amigo inseparable y mano derecha de Manuel Bartolomé Cossío en el cuadro rector y administrativo de la Institución Libre de Enseñanza y el Museo  Pedagógico Nacional, director en dos ocasiones del Boletín de la ILE, su "silenciosa tarea" fue esencial para el funcionamiento de los engranajes de la fundación y la realización de sus proyectos pedagógicos.

## Biografía
Nacido en Navalcarnero, pueblo de la provincia de Madrid, estudió Derecho en la antigua Universidad Central de Madrid.
Rubio fue uno de los más firmes colaboradores en el equipo de Cossío, tanto en la secretaría del Museo Pedagógico Nacional, como en el conjunto de proyectos de la ILE. Como secretario institucionista, además de dirigir el Boletín en dos periodos, entre 1904-1910 y 1917-1934, participó de forma activa en la organización y coordinación de las bibliotecas circulantes y de la primera colonia escolar realizada por la Institución. Ocupó la subdirección del Museo Pedagógico tras el jubilación de Cossío.
Ricardo murio in 1935. Manuel murió en 1939 en la Guerra Civil Española.  Isabel se exilió en Montreal con su hija, Micaela y el esposo de Michaela, el Dr. Miguel Prados Such, quien era un respetado psiquiatra.  Isabel murió en 1959 en Montreal y sus restos están enterrados en el Cementerio Civil de Madrid.